# Berg-Schlotter
La Berg-Schlotter ou Poule d'Elberfeld est une race de poule domestique d´origine allemande. La poule se caractérise par sa crête pendante (schlottern signifie « pendre » ou « balancer »).

## Description
Grande race
Volaille solide, de type fermier, trapue, port à peine mi-haut, queue portée assez haute et plumage bien collé au corps.
Elle pond ~150 œufs par an.
Naine

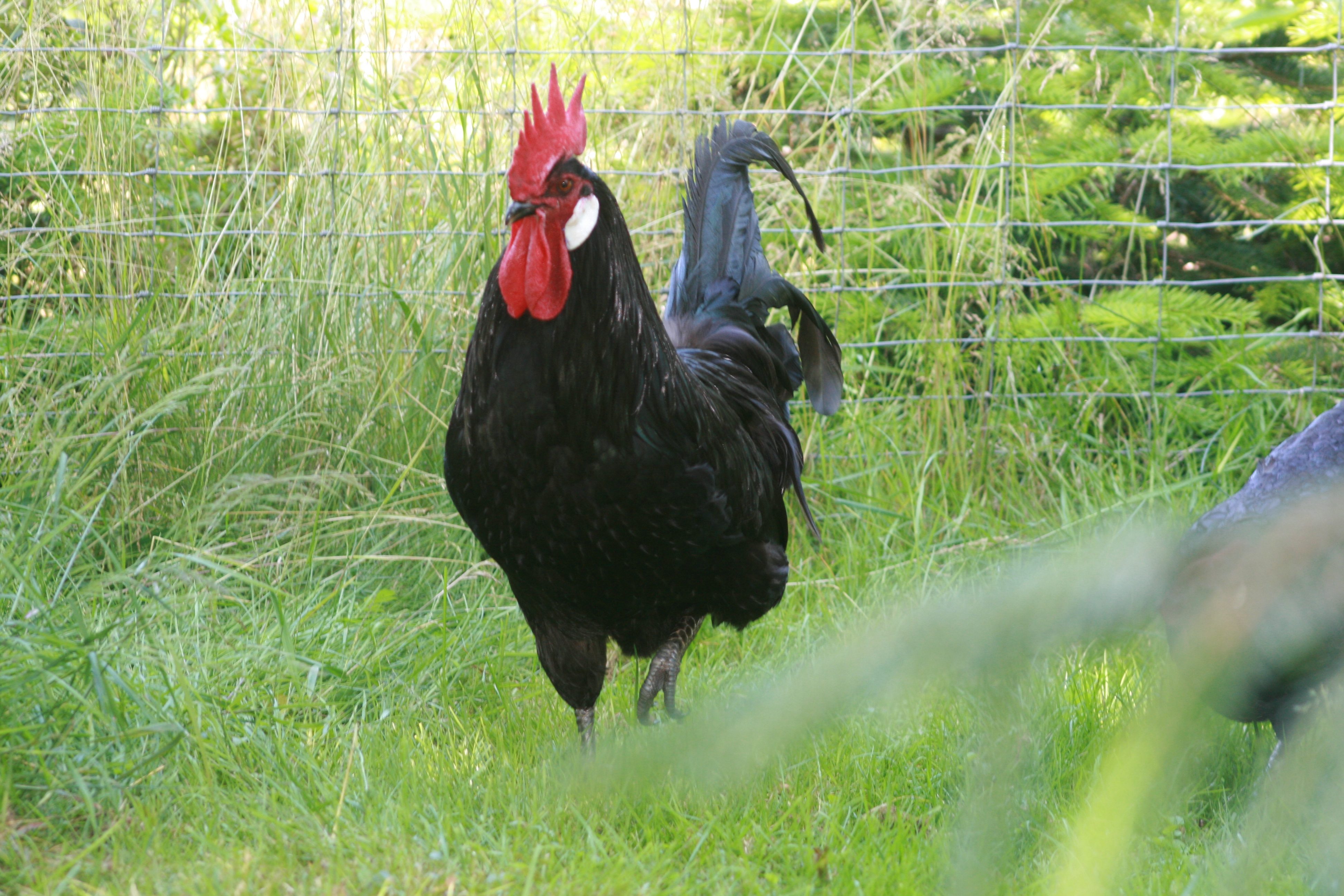
Coq noir.

Poule naine solide, de type fermier, trapue, port à peine mi-haut, queue portée assez haute et plumage bien collé au corps.

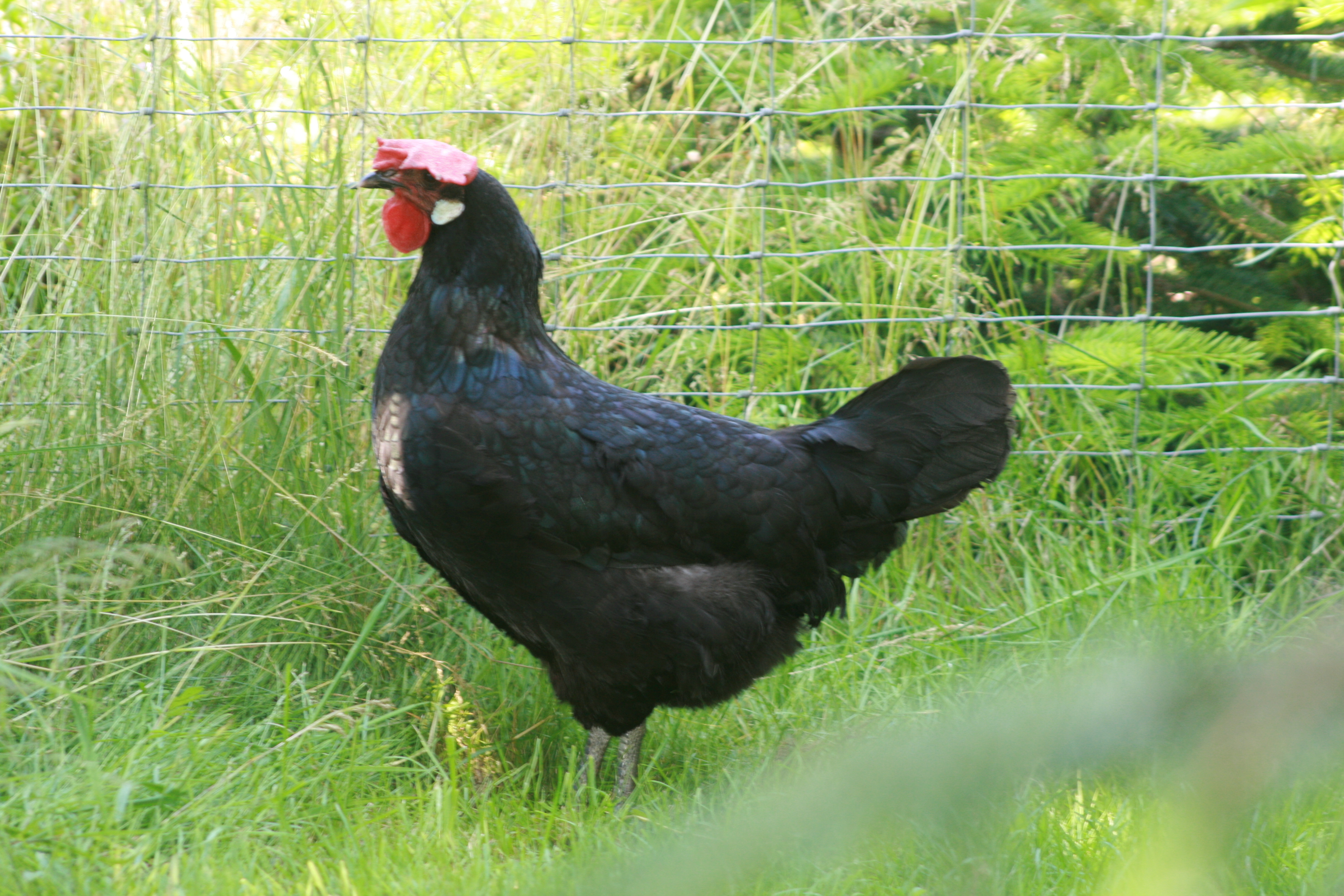
Poule noire.

Elle pond ~150 œufs par an.

## Origine
Créée dans le duché de Berg, au début du XVIIIe siècle, principalement sur la base de souches locales et des Bergische Kräher  (Chanteurs du Berg).

## Standard
Grande race
- Masse idéale : coq : 2 à 2,75 kg ; poule : 1,75 à 2,25 kg.
- Crête : simple.
- Oreillons : blanc pur.
- Couleur des yeux : rouge à brun foncé.
- Couleur de la peau : blanche.
- Couleur des tarses : couleur selon la variété.
- Variétés de plumage : noir doublonné blanc, noir doublonné fauve, noir, coucou.
- Œufs à couver : min. 55 g, coquille blanche.
- Diamètre des bagues : Coq : 18 mm ; Poule : 16 mm.

Naine
- masse idéale : Coq : 1000 g; poule : 900 g.
- Crête : simple.
- Oreillon : blanc pur.
- Couleur des yeux : rouge à brun foncé.
- Couleur de la peau : blanche.
- Couleur des tarses : couleur ardoise.
- Variété de plumage : noir doublonné blanc.
- Œufs à couver : max. 40 g, coquille : blanche.
- Diamètre des bagues : coq : 15 mm, poule : 13 mm.